# Minimum legibile
Minimum legibile je najmanjša velikost črk, ki jih še lahko prepoznamo. Označuje sposobnost, da točke ali črte, ki so tesno druga ob drugi (minimum separabile), zaznavamo ločeno. Izraža najmanjši kot pod katerima lahko dve med seboj razmaknjeni točki ali črti še lahko prepoznamo kot dve točki ali črti. Ta razdalja se najpogosteje uporablja za določanje vidne ostrine V (visus). Pravimo, da gre za ločilno sposobnost vizualnega sistema (ločilna ostrina).